# Saint-Baussant
Saint-Baussant é uma comuna francesa na região administrativa de Grande Leste, no departamento de Meurthe-et-Moselle. Estende-se por uma área de 8,92 km². Em 2010 a comuna tinha 76 habitantes (densidade: 8,5 hab./km²).